# Moulin-Neuf, Dordogne
Moulin-Neuf är en kommun i departementet Dordogne i regionen Nouvelle-Aquitaine i sydvästra Frankrike. Kommunen ligger i kantonen Villefranche-de-Lonchat som tillhör arrondissementet Bergerac. År 2022 hade Moulin-Neuf 973 invånare.

## Befolkningsutveckling
Antalet invånare i kommunen Moulin-Neuf
Referens:INSEE